# Peter Stetina
Peter Stetina (Boulder, 8 augustus 1987) is een voormalig Amerikaans wielrenner.

## Biografie
Peter Stetina is de zoon van oud-wielrenner Dale Stetina en de neef van oud-wielrenner Wayne Douglas Stetina.
In 2004 deed Stetina al mee aan de Amerikaanse kampioenschappen bij de junioren, hij werd toen tweede in het criterium. In 2005 deed hij nogmaals mee bij de junioren, ditmaal in de reguliere wegwedstrijd. Hij werd dat jaar kampioen door Tejay van Garderen af te troeven in de sprint. Na een stilte van drie jaar deed hij in 2008 mee aan de kampioenschappen bij de beloften, in de individuele tijdrit werd hij kampioen, bij de wegwedstrijd tweede, achter Kirk Carlsen. Verder deed hij mee aan de Ronde van de Toekomst, waarin hij tiende werd, en aan de wereldkampioenschappen voor beloften. Hij werd zesde in de tijdrit, op 1 minuut en een kleine 25 seconden van winnaar Adriano Malori.
Ook 2009 was een goed seizoen voor de Amerikaan, hij werd negende in Luik-Bastenaken-Luik voor beloften, wederom Amerikaans kampioen tijdrijden (wederom beloften), en zevende in de Ronde van de Toekomst.
In 2010 eindigde hij op de elfde plaats in de Ronde van Californië.
Stetina reed in het seizoen 2014 en 2015 voor BMC Racing Team.

## Overwinningen
2005
 Amerikaans kampioen op de weg, Junioren
2008
 Amerikaans kampioen tijdrijden, Beloften
2009
 Amerikaans kampioen tijdrijden, Beloften
1e etappe Ronde van de Isard
2010
Bob Cook Memorial-Mount Evans
2012
4e etappe Ronde van Italië (ploegentijdrit)
2e etappe Ronde van Utah
2017
3e etappe Cascade Cycling Classic

## Resultaten in voornaamste wedstrijden
| Jaar | Ronde van Italië | Ronde van Frankrijk | Ronde van Spanje |
| ---- | ---------------- | ------------------- | ---------------- |
| 2010 |                  |                     |                  |
| 2011 | 21e              |                     |                  |
| 2012 | 27e              |                     |                  |
| 2013 | 52e              |                     |                  |
| 2014 |                  | 35e                 |                  |
| 2015 |                  |                     |                  |
| 2016 |                  | 46e                 |                  |
| 2017 | 46e              |                     | 31e              |
| 2018 |                  |                     |                  |
| 2019 |                  |                     | 28e              |

| Jaar | Luik-Bast.‑Luik | Ronde van Lombardije | Waalse Pijl |  | WK op de weg |  | Wereldranglijsten |
| ---- | --------------- | -------------------- | ----------- |  | ------------ |  | ----------------- |
| 2010 | 100e            | opgave               | 46e         |  |              |  |                   |
| 2011 | 75e             | 14e                  | 120e        |  |              |  |                   |
| 2012 | 54e             | opgave               |             |  |              |  |                   |
| 2013 | 42e             |                      | 130e        |  | 37e          |  |                   |
| 2014 |                 |                      |             |  |              |  |                   |
| 2015 |                 |                      |             |  |              |  |                   |
| 2016 | 85e             |                      | 35e         |  |              |  |                   |
| 2017 |                 | 31e                  |             |  |              |  | 207e (UWT)        |
| 2018 |                 | opgave               |             |  | opgave       |  |                   |
| 2019 | 89e             | opgave               |             |  |              |  |                   |

## Ploegen
- 2006 –  Team TIAA-CREF
- 2007 –  Team Slipstream
- 2010 –  Garmin-Transitions
- 2011 –  Team Garmin-Cervélo
- 2012 –  Garmin-Sharp [a]
- 2013 –  Garmin Sharp
- 2014 –  BMC Racing Team
- 2015 –  BMC Racing Team
- 2016 –  Trek-Segafredo
- 2017 –  Trek-Segafredo
- 2018 –  Trek-Segafredo
- 2019 –  Trek-Segafredo

1. ↑  Tot juli heette de ploeg Team Garmin-Barracuda, maar na het aantrekken van Sharp als cosponsor werd de naam veranderd.